# Шелихов (залив)
Заливът Шелихов (на руски: Шелихова залив) е голям залив в североизточната част на Охотско море, край бреговете на Камчатски край и Магаданска област, Русия. Вдава се на североизток на 650 km навътре в сушата, ширина на входа между носовете Толстой на северозапад и Южни на югоизток 130 km, най-голяма 300 km, преобладаващи дълбочини 50 – 150 m, максимална 350 m. В северната си част се разделя на два по-малки залива Гижигинска губа (на север) и Пенжинска губа (на североизток), разделени от полуостров Тайгонос. Бреговете му са предимно скалисти, а на югоизток – низинни. В него се вливат множество реки, най-големи от които са: Яма, Гижига, Парен, Пенжина, Таловка, Тигил и др. Приливите са неправилни денонощни с максимална амплитуда в Пенжинска губа до 12,9 m. От декември до май е покрит с ледове. По отвесните му брегове гнездят множество морски птици, а водите му са богати на различни видове риба. Наименуван е в чест на видния руски предприемач и основател на Руско-американската компания Григорий Шелихов.
За първи път бреговете на залива са описани и топографски заснети от 10 юни до 20 юли 1761 г. от геодезиста Иван Андреевич Балакирев, участник в експедицията на руския мореплавател Василий Хметевски.

## Национален атлас на Русия
- Охотско море[2]